# Общество для распространения коммерческих знаний
Общество для распространения коммерческих знаний — общественная организация, созданная в 1889 году в Санкт-Петербурге.

## История общества
Идея создания Общества для распространения коммерческих знаний принадлежит Э. Г. Вальденбергу
Учредительное собрание состоялось в Санкт-Петербурге 18 октября 1889 года. Основной целью деятельности общества было заявлено: «всемерно содействие Государю Императору и правительству в области национального экономического развития». Учредители общества отмечали, что «хозяйственно-коммерческая сторона дела, по своей важности, не только не уступает технической, но едва ли не имеет господствующего значения». Цели общества по уставу 1889 года состояли в следующем:
- содействовать распространению среди коммерческих деятелей теоретических и практических познаний по торговлеведению;
- сближать коммерческих деятелей между собой и поощрять их на пути избранной ими деятельности приисканием им временных или постоянных занятий.

Первоначально для достижения поставленных целей были созданы три подразделения: отдел бесед и сообщений, учебный отдел, библиотека. Бессменным председателем общества с начала его возникновения стал Григорий Григорьевич Елисеев. 
Ежегодно проводились 8 общих собраний членов общества и 27 заседаний Совета общества. На одном из собраний, 6 февраля 1892 года, Е. Е. Сиверсом был прочитан доклад на тему «Счетоведение и счетоводство», в котором он представил концепцию, получившую в дальнейшем название меновая теория Сиверса.
В 1894 году Обществой, по предложению И. Д. Гопфенгаузена, учредило фонд для вспомоществования нуждающимся бухгалтерам, их вдовам и сиротам.
В 1895 году общество открыло Высшие коммерческие курсы, которые состояли в ведении министерства финансов. В 1896 году Николай II из личных средств выделил обществу на дальнейшее развитие 100 тысяч рублей. Но обучение на курсах было платным; занятия проходили вечером, с 18 до 22 часов — пять раз в неделю. Курсы были двухгодичные: стоимость обучения в первый год составляла 100 рублей, во 2-й год — 150 рублей. В первом выпуске, в 1897 году, было 22 человека (в их числе был Василий Николаевич  Муравьев — будущий преподобный Серафим Вырицкий. В последующие годы число выпускников постоянно возрастало и в 1900 году составило уже 353 человека. Заведующим курсами был В. Г. Яроцкий. В числе преподавателей были: И. И. Янжул, Д. Д. Морев, Ф. А. Вальтер, И. А. Овчинников, В. В. Степанов, И. Д. Гопфенгаузен.
На собрании Общества 10 ноября 1895 года были прочитаны доклады А. М. Вольфа и И. А. Жидкова, посвященные созданию корпорации счетных работников и по итогам обсуждения было принято решение о подготовке проекта Института присяжных бухгалтеров. В 1898 году при Департаменте торговли и мануфактур Министерства финансов был образован комитет с целью согласования Положения об Институте бухгалтеров, в который вошли, по большей части, представители Общества для распространения коммерческих знаний: А. Н. Альмендинген, В. Д. Белов, А. М. Вольф, И. А. Жидков, И. М. Лысковский.
Общество размещалось на Невском проспекте, сначала в доме № 57, затем — в доме № 90.